# Первомайский
Первомайский (на руски: Первомайский) е село в Кантемировски район на Воронежка област на Русия.
Влиза в състава на селището от селски тип Зайцевское.

## География

### Улици
- ул. Лесная.

## Население
| 2010 |
| ---- |
| 42   |